# Suchitlán (Colima)
Suchitlán es un pueblo ubicado a 5 km de Comala, su nombre significa "lugar donde abundan las flores", existen un total de 4,836 habitantes en dicha comunidad,  en el mismo pueblo existen casas rústicas y le dan a este pueblo una llamativa fisonomía, conservando algunas de sus antiguas tradiciones náhuatl. Dentro de la producción artesanal del pueblo destacan las máscaras talladas en madera pintadas por artesanos de la región.